# Conus bernardii
Conus bernardii é uma espécie de gastrópode do gênero Conus, pertencente a família Conidae.